# 가스가마루

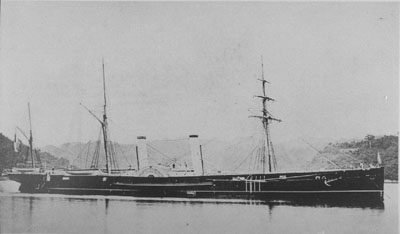
가스가마루

가스가마루（春日丸）는 막말, 메이지 초기의 일본 군함이다. 가스가마루는 목제의 외륜선이었다.
가스가마루는 당초, 영국 선적 캰스 호（Kiangsu, 중국의 장쑤성의 ‘장쑤(江蘇)’를 말함）이라는 이름의 배였다. 그것을 1867년 11월 3일에 사쓰마번의 아카즈카 겐로쿠가 약 16만냥으로 구입하여 이름을 가스가마루라고 바꾸었다.

## 보신 전쟁

### 아와 해전
1868년 1월, 가스가마루는 막부해군의 군함（가이요마루, 반류마루, 쇼카쿠마루）가 봉쇄하고 있는 효고 항에 입항하였다. 후의 해군 제독 도고 헤이하치로는 이 때（1월 3일）에 삼등포술사관으로 가스가마루에 타고 있었다.
1월 3일 밤, 가스가마루는 자기편 군함（호호마루, 헤이운마루）과 같이 효고 항을 출항, 헤이운마루는 아카시 해협 방면으로, 가스가마루, 호호마루는 기탄 해협방면으로 향하던 도중, 1월 4일 이른 아침에 가스가마루, 호호마루를 가이요마루가 발견, 가이요마루와 가스가마루는 1,200 - 1,500m의 거리에서 포격전을 개시한다. 이것이 일본사 최초의 근대적 증기선끼리의 해전이었다. 이후, 가고시마로 귀항하였다.

### 미야코만 해전
1869년 3월, 가스가마루는 구 막부군 토벌 원정대에 참가한다. 구 막부군의 잔당은 홋카이도에서 쥴 브뤼네등 프랑스 군 고문도 합류하여 에조 공화국을 수립하였다.
1869년 3월 25일 미야코 만의 북쪽에 정박하고 있던 때에, 원정대는 막부의 군함 가이텐마루의 기습을 받았다. 가이텐마루는 메이지 정부의 신예 장갑함 고테쓰를 급습하였지만, 고테쓰의 개틀링 건과 가스가마루의 대포에 격퇴되었다.（미야코 만 해전) 이 때, 30명의 사망자와 부상자가 나왔다.
이 후 가스가는 하코다테 만 해전등, 1869년 5월의 구 막부군 항복까지의 해사(海事)에 참가하였다.

## 그 후의 가스가마루
- 1870년 4월 가스가마루는 사쓰마 선적에서 메이지 신정부에 이관되어 ‘가스가（함）’가 된다.
- 1875년 운요호 사건에 의해 부산 파견
- 1877년 가고시마에 세이키와 같이 파견
- 1894년 2월 2일 제적. 대마도 수뢰단 부속이 된다.
- 1896년 잡역선이 되다.
- 1902년 매각

## 함장
선장

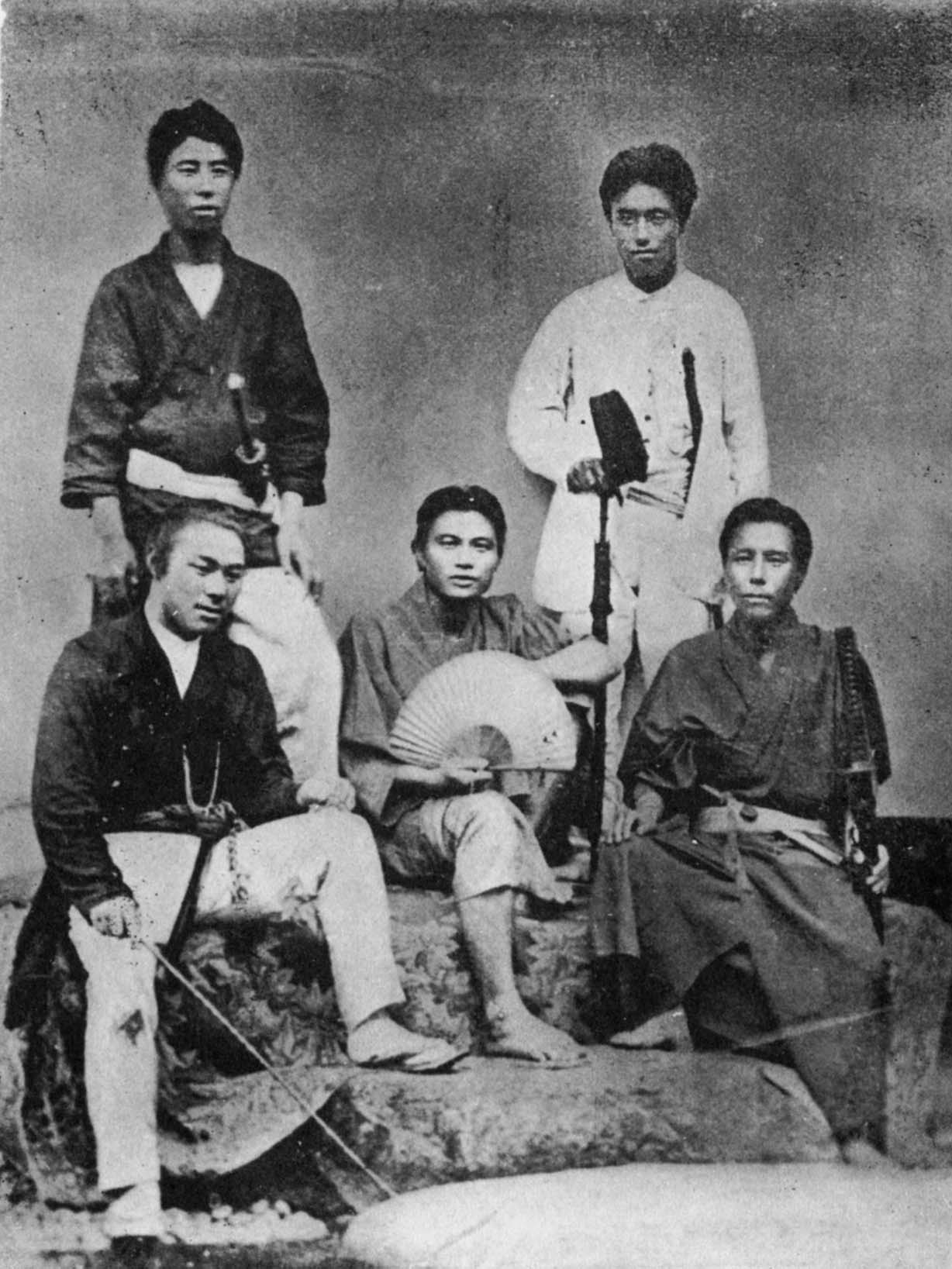
가스가마루의 선원들（1869년 8월）
뒷줄 오른쪽 흰 옷을 입은 자가 도고 헤이하치로

- 아카즈카 겐로쿠：게이오3년（1867년）12월 - 메이지 3년（1870년）8월

함장
- 이토 도시요시 소좌：1871년 10월 27일 - 1872년 4월 15일
- 이노우에 요시카 소좌：1872년 12월 15일 - 1874년 10월 14일
- 모리 마타히치로 소좌：1887년 3월 28일 - 1889년 4월 17일